# Промисловий трактор

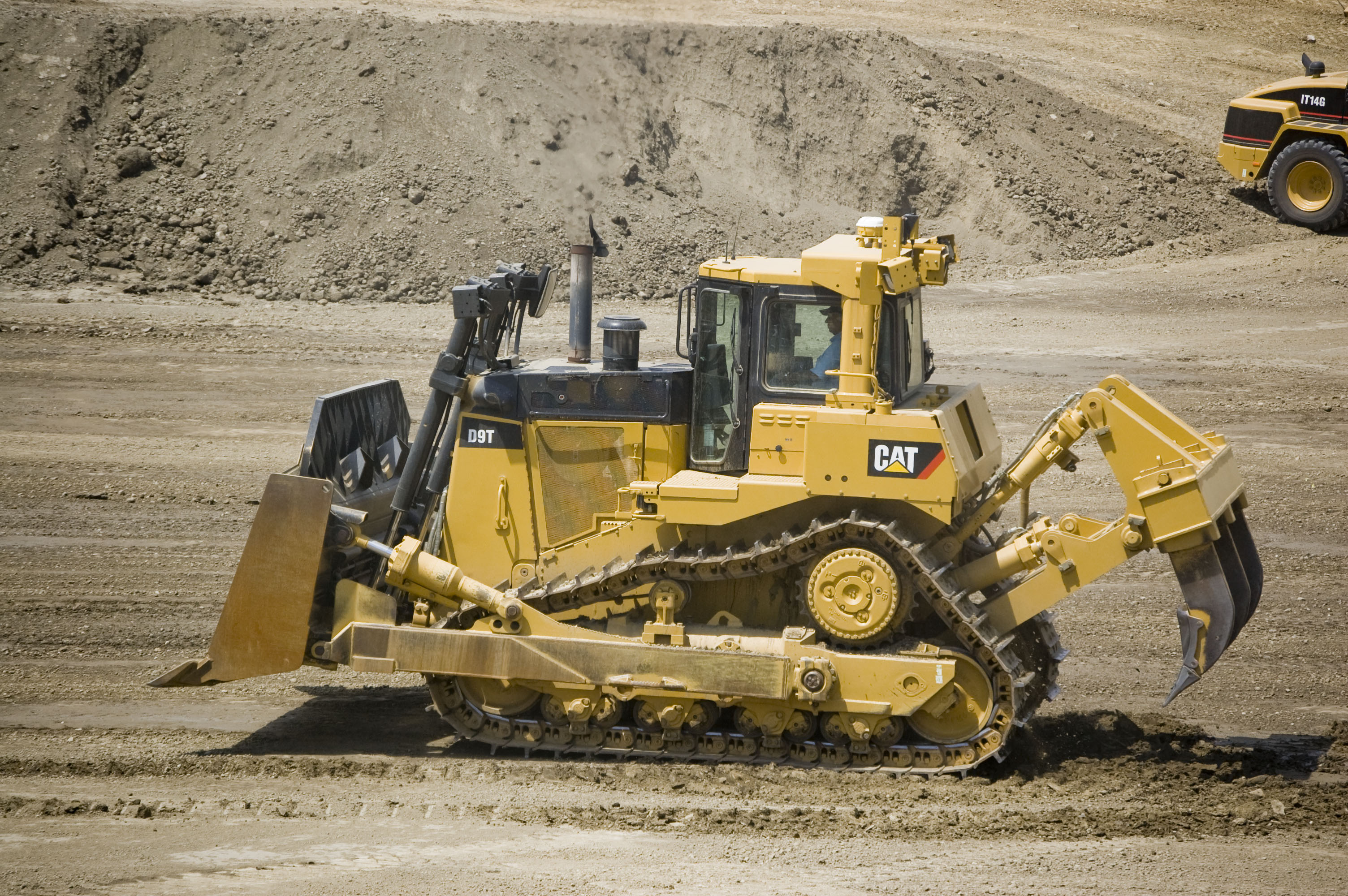
«Caterpillar D9», бульдозерно-розпушувальний трактор

Промисловий трактор — самохідний безрейковий транспортний засіб для приведення в дію декількох (мінімум двох) видів обладнання. Саме цим трактор відрізняється від спеціальної самохідної дорожньої чи лісової машини, призначеної для приведення в дію тільки одного виду обладнання.

## Класифікація
Промислові трактори поділяться на трактори загального призначення (дорожно-будівельні), меліоративні (болотні), трелювальні та спеціальні.
1. Трактори загального призначення (дорожно-будівельні) призначені для виконання землерийних робіт з бульдозерами, скреперами, реперами, а також з кущорізами, плугом та іншими пристроями. Вони оснащені спеціальними навісними системами (універсальною рамою), а також мають реверс передач або кілька передач заднього ходу, що забезпечує рух човниковим способом.
2. Меліоративні (болотні) трактори застосовуються на роботах з осушувальній меліорації ґрунтів, добуванні торфу та інших. Вони мають поширені ланки гусениць які зменшують тиск на ґрунт до 0,012-0,020 МПа.
3. Трелювальні трактори призначено для трелювання (первинного транспортування) зрубаних дерев або стовбурів у напівнавантаженому положенні (одна частина пакету дерев-стовбурів разміщується на тракторі, друга – волочиться волоком). Для цього на тракторі встановлються навантажувальний щит і лебідка або маніпулятор та затискний коник.
4. Спеціальні трактори застосовуються для розроблення кар'єрів, укладуванні газо-нафтопроводів та інших роботах.